# Timorhelmlederkop
De Timorhelmlederkop (Philemon buceroides) is een zangvogel uit de familie van de honingeters. De Nederlandse naam is ongelukkig gekozen, want de vogel komt niet alleen op Timor voor, maar ook in Australië. De soort behoort wel tot een groep van nauw verwante soorten lederkoppen die voornamelijk voorkomen op eilanden in het oosten van de Indische Archipel zoals de manuslederkop (P. albitorques), morotailederkop (P. fuscicapillus), ceramlederkop (P. subcorniculatus), burulederkop (P. moluccensis), tanimbarlederkop (P. plumigenis), bismarcklederkop (P. cockerelli) en Eichhorns lederkop (P. eichhorni).

## Kenmerken
De Timorhelmlederkop is 32,5 tot 35 cm lang. Het is een vrij grote, geheel grijsbruin gekleurde soort lederkop. Typische kenmerken van deze soort zijn de "helm" (een vrij lange, zwarte, ronde verhoging op de bovensnavel die doorloopt tot de kop) en een zwart gekleurde, naakte huid rond het oog tot aan de snavel. De Timorhelmlederkop lijkt op de witkruinlederkop die ook een "helm" heeft, maar deze vogel is kleiner, de helm is minder lang en de witkruinlederkop heeft een duidelijk zwart wit contrast op de kop en een lichte buik.

## Verspreiding en leefgebied
Op de IOC World Bird List worden tien ondersoorten onderscheiden:
- P. b. jobiensis: Japen en noordelijk Nieuw-Guinea.
- P. b. novaeguineae (papoeahelmlederkop):de Raja Ampat-eilanden, noordwestelijk, zuidelijk en zuidoostelijk Nieuw-Guinea.
- P. b. aruensis:de Aru-eilanden.
- P. b. subtuberosus: de Trobriand-eilanden en de D'Entrecasteaux-eilanden.
- P. b. tagulanus: Tagula (in de Louisiaden).
- P. b. neglectus: westelijke Kleine Soenda-eilanden.
- P. b. buceroides: Timor en andere oostelijk gelegen Kleine Soenda-eilanden.
- P. b. yorki (Cape-Yorklederkop): het Kaap York-schiereiland in het noorden van Queensland (Australië)
- P. b. gordoni: het uiterste noorden van het Noordelijk Territorium van Australië inclusief Melville-eiland.
- P. b. ammitophilus: binnenlands in het noorden van Australië.

Het leefgebied bestaat uit een groot aantal typen bos waaronder regenwoud en moessonbos, mangrove, tropisch struikgewas, boomplantages langs water, bloesemdragende bomen in parken en tuinen.

## Status
De vogel komt wijd verspreid voor in een groot verspreidingsgebied en daardoor alleen al is de kans op de status kwetsbaar (voor uitsterven) uiterst gering. De grootte van de populatie is niet gekwantificeerd; er is echter geen aanleiding te veronderstellen dat de soort in aantal achteruit gaat. Om deze redenen staat deze lederkop als niet bedreigd op de Rode Lijst van de IUCN.